# Bittacus aequalis
Bittacus aequalis är en näbbsländeart som beskrevs av Longinos Navás 1914. 
Bittacus aequalis ingår i släktet Bittacus och familjen styltsländor. Inga underarter finns listade i Catalogue of Life.